# Робеко сул Навиљо
Робеко сул Навиљо (итал. Robecco sul Naviglio) је насеље у Италији у округу Милано, региону Ломбардија.
Према процени из 2011. у насељу је живело 4176 становника. Насеље се налази на надморској висини од 128 м.

## Становништво
Према резултатима пописа становништва 2011. у општини је живело 6.842 становника.
| 1931. | 1936. | 1951. | 1961. | 1971. | 1981. | 1991. | 2001. | 2011. |
| ----- | ----- | ----- | ----- | ----- | ----- | ----- | ----- | ----- |
| 3.852 | 3.688 | 4.013 | 4.111 | 4.128 | 4.567 | 5.163 | 6.174 | 6.842 |

## Партнерски градови
- Fosses-la-Ville